# 大星形截角十二面体
在幾何學中，大星形截角十二面體又稱為星形截角大十二面體是一種由十角星和三角形組成星形多面體，索引為U66，對偶多面體是大三角化二十面體。

## 性質
大星形截角十二面體共有32個面、90條邊和60個頂點，在其32個面中，有20個正三角形和12個十角星，且每個頂點都是2個十角星和1個三角形的公共頂點，頂點圖可以用10/3.10/3.3表示。在施萊夫利符號中計為t0,1{5/3,3}、考克斯特記號中可以用表示。
其可以視為在正二十面體每個面的角落放上三角錐，類似於將正二十面體進行星形截角變換，但又與實際上真的進行星形截角變換的正二十面體不太相同。

### 頂點座標
邊長為1單位且幾何中心位於原點的大星形截角十二面體，其頂點座標為：
(0, ±τ, ±(2−1/τ))、
(±τ, ±1/τ, ±2/τ)、
(±1/τ2, ±1/τ, ±2)
其中，τ為黃金比例，其值為{\displaystyle {\frac {1+{\sqrt {5}}}{2}}\approx 1.68}，有時會以符號φ表示。

### 二面角
大星形截角十二面體有2種二面角，分別為十角星-十角星二面角以及十角星-三角形二面角。十角星-十角星二面角的角度為為五平方根倒數的反餘弦值：
{\displaystyle \cos ^{-1}({\frac {\sqrt {5}}{5}})\approx 1.1071\approx 63.4349^{\circ }}
而十角星-三角形二面角的角度為：
{\displaystyle \cos ^{-1}({\frac {\sqrt {15(5-2{\sqrt {5}})}}{15}})\approx 1.382\approx 79.18768^{\circ }}

## 使用
有一種魔術方塊使用大星形截角十二面體作為其外型。

## 相關多面體
| 大星形截角十二面體 | 小二十面化截半二十面體 | 小二重三角十二面截半二十面體 | 小十二面二十面體 |

### 對偶複合體
星形截角立方體與其對偶的複合體為複合大星形截角十二面體大三角化二十面體。其共有92個面、180條邊和92個頂點，其歐拉示性數為4，虧格為-1，有12個非凸面。

## 外部連結
- 埃里克·韦斯坦因. . MathWorld.